# Épito (rey de Arcadia)
En la mitología griega, Épito fue un rey de Arcadia, hijo de Hipótoo, al que sucedió. Fue durante su reinado cuando Orestes, aconsejado por un oráculo, abandonó Micenas y se estableció en Arcadia. Épito fue cegado en castigo por entrar en un santuario prohibido del dios Poseidón en Mantinea, muriendo poco después. Le sucedió en el trono su hijo Cípselo.